# Продподаток
Продподаток, продовольчий податок — натуральний податок з селянських господарств, введений у країні замість продрозкладки. Запроваджено за рішенням X з'їзду РКП(б) 1921 року під час переходу країни від політики воєнного комунізму до нової економічної політики. Мета продподатку полягала в стимулюванні сільськогосподарчого виробництва. На відміну від продрозкладки, де встановлювалися тверді норми здавання продовольства і реквізовувалися усі надлишки, продподаток встановлювався у вигляді відсоткового  відрахування від виробленої продукції. Продподаток був значно менший за продрозкладку — 20%, у той час як продрозкладка була фактично в середньому вдвічі більшою. Планувалося, що в майбутньому податок буде ще зменшено (до 10%). Найбідніша частина селян повністю звільнялася від нього, середняки оподатковувались у зниженому розмірі, а заможні селяни підлягали підвищеному оподаткуванню. Така політика сприяла тому, що село «осереднячувалося», бо багато хто з селян просто не розгортав виробництво до такого рівня, щоб потрапити під вище оподаткування. Після сплати продподатку селянин мав право вільно реалізувати залишки виробленої продукції на внутрішньому ринку. Цим продподаток сприяв розширенню товарообороту. XII з'їзд РКП(б) 1923 року ухвалив рішення про об'єднання всіх державних податків на селі в єдиний сільськогосподарський податок.

## Постанова «Про розширення прав місцевих рад щодо сприяння виконанню загальнодержавних завдань і планів»
29 червня 1929 Всеросійський ЦВК і РНК РСФРР прийняли постанову «Про розширення прав місцевих рад щодо сприяння виконанню загальнодержавних завдань і планів». 3 липня 1929 її було продубльовано ВУЦВК і РНК УСРР. Ці постанови запроваджували обов’язкові планові завдання щодо хлібоздачі з розкладкою на село за принципом самообкладання. Нова система хлібозаготівель будувалася згідно з розробленим більшовиками поділом селян на бідняків, середняків і куркулів: пролетаризовані селяни встановлювали завдання на поставку зерна державі тим, хто виробляв його. Коли «середняки» й «куркулі» ухилялися від поставок у кількості, визначеній сільським сходом, сільрадам дозволялося штрафувати їх у межах 5-кратного розміру вартості хліба, що підлягав здаванню. Якщо штрафи не сплачувалися, майно боржників продавалося з торгів. Груповий опір розкладці карався конфіскацією майна і депортацією у віддалені регіони.

## «Новий» механізм реквізиції
Забираючи продукцію в тих, хто її виробляв, за допомогою тих, хто її не мав, держава вносила розкол у селянське середовище. Це був той самий механізм реквізиції, до якого вона вдавалася під час ленінського комуністичного штурму. Тепер, однак, замість робітничих загонів, які діяли наскоками, а тому були неефективними, використовувався розгалужений компартійно-радянський апарат. У конкретних умовах України він спирався на комітети незаможних селян. Хлібозаготівельники вже мали справу головним чином із колективними господарствами. Виявилося, що колгоспники чинили не менш активний опір реквізиціям хліба, ніж селяни-одноосібники попередньої епохи. Змінилася лише форма опору: якщо 1918—20 він був переважно збройним, то 1929—32 відбувався у вигляді відмови від ретельної праці на колгоспних ланах. Щоб не померти з голоду, колгоспники зосереджували трудові зусилля на відвойованій 1930 у держви присадибній ділянці. Продрозкладка 1929—32 діяла так само руйнівно на продуктивні сили села, як 1918—20. Із кожним роком держава одержувала все менше хліба, хоч забирала максимальну кількість вирощеного врожаю, ставлячи цим під загрозу урожай наступного року, харчування селян і годування робочої худоби. У січні 1932 голова Центральної контрольної комісії ВКП(б) і нарком робітничо-селянської інспекції СРСР Я.Рудзутак звернувся в політбюро ЦК ВКП(б) із пропозицією встановлювати незмінюваний хлібозаготівельний план на початку господарського року. У цьому випадку колгоспники і одноосібники боролися б за добрий урожай, якби знали, що вироблена понад державний план продукція залишиться в них. Перехід на засади П.п. запропонував також у записці генеральному секретареві ЦК ВКП(б) Й.Сталіну 15 березня 1932 ген. секретар ЦК КП(б)У С.Косіор. Пропозиції Я.Рудзутака і С.Косіора мали спільну принципову рису: обидва вважали, що об’єднані в колгосп селяни є власниками тієї продукції, яку виробляють, і, як кожний суб’єкт підприємництва, зобов’язані ділитися з державою твердо зафіксованою частиною цієї продукції. Натомість Й.Сталін та його найближче оточення, незважаючи на всі заяви щодо визнання особливої, «колгоспно-кооперативної форми власності», вважали, що держава може вилучати довільну частку продукції, виробленої недержавними с.-г. підприємствами. Незважаючи на сприятливі погодні умови в більшості зернових регіонів СРСР, істотна частина врожаю 1932 залишилася на полях.

## ПочатокГолодомору
Селяни відмовлялися виконувати хлібозаготівельний план, який ставив їх на межу голоду. Хоч заготівлі тривали до січня 1933 і держава залишила колгоспників та одноосібників УСРР, Пн. Кавказу і Нижньої Волги без хліба, це не врятувало становища, і в країні розпочався важкий голод. У кризовій ситуації РНК СРСР і ЦК ВКП(б) 19 січня 1933 прийняли постанову «Про обов’язкову поставку зерна державі колгоспами та одноосібними господарствами». Цією постановою держава визнавала, що вирощена в колгоспі, на присадибних ділянках і в господарствах одноосібників продукція належить селянам. Визнавалося, що державі мусить надходити лише частка с.-г. продукції у вигляді натурального П.п., про який селяни мали знати ще до початку року. Податковий характер зернопоставок означав, що вирощене понад обсяг цих зобов’язань зерно колгоспники та одноосібники можуть використовувати на власний розсуд. Те, що їм було завчасно відомо, скільки зерна треба відвантажити державі за обов’язковою постановою і як плату за послуги машинно-тракторної станції наприкінці року, створювало зацікавленість у результатах колективного господарювання.

## Голодомор
Одночасно із прийняттям рішення, яке радикально змінювало економічні відносини між містом і селом, Й.Сталін завдав, як він висловився, «сокрушительный удар» по селянах 3-х регіонів, де від жовтня 1932 діяли надзвичайні хлібозаготівельні комісії на чолі з В.Молотовим (УСРР), Л.Кагановичем (Пн. Кавказ) і П.Постишевим (Нижня Волга). Під виглядом пошуку прихованого хліба і з метою «натурального штрафування» боржників створені чекістами бригади з голодуючих незаможників конфіскували в селянських садибах у ході подвірних обшуків усе продовольство тривалого зберігання. Регіони, в яких здійснювалася ця нелюдська акція, були заблоковані з метою перешкодити пересуванню голодуючих в інші місцевості. Влада врахувала досвід 1-ї пол. 1932: коли заготівельники реквізували в УСРР практично весь врожай попереднього року, близько 3 млн селян рятувалися від голоду за межами республіки. Сталінський удар мав на меті покарати «саботажників», тобто змусити тих, хто залишиться живим, працювати в колгоспі. Не випадково продовольча допомога голодуючим, яка почалася через кілька тижнів після штучного створення ситуації абсолютного голодування, здійснювалася виключно через колгоспи і радгоспи, що готувалися до весняної сівби. Одночасно були ліквідовані всі здобутки українізації на Північному Кавказі і в усіх ін. регіонах за межами УСРР, де вони проводилися в рамках загальної кампанії «коренізації» владних структур. В УСРР і на Кубані розгорнулася терористична кампанія боротьби з «українським буржуазним націоналізмом», а також чистка партійних організацій від «націоналухильників» та інших партійців, у лояльності яких сумнівалися органи державної безпеки.